# Lecker Sachen
Lecker Sachen war eine deutschsprachige Folk-Hip-Hop-Pop-Band aus Köln, die beim Label Jigit! Records unter Vertrag stand.

## Geschichte
Gegründet wurde Lecker Sachen 1997 von Markus Brachtendorf (Flöten, Mandoline, Gesang), Lars Bügel (Gitarre), Ralf Wensorra (Schlagzeug), Andre Enthöfer (Saxophon), Melanie Pickhardt (Violine) und Thorsten Neubert (Bass). Weitere Bandmitglieder waren Elise Schirmacher (Violine), Marcus Barsch (Piano), Ingo Solbach (Schlagzeug), Christoph Stoll (Tontechniker) und Achim Näckel (Gitarre, Klavier).
Die Band verband die beiden Musikrichtungen Folk und Hip-Hop sowie Pop miteinander, weswegen sie ihre Musik auch als „Folk Hippop“ bezeichneten. Veröffentlicht wurden sechs eigene Tonträger über Jigit! Records. Die Band löste sich nach einer längeren Babypause Ende 2006 auf.

## Diskografie

### Alben
- 1999: Im Tal der Infrarotlurche
- 2001: RAUS (Unplugged-Album)
- 2003: Universum d´Amour

### Sonstige
- Auf der Wiese
- Wir sind für die Leute da
- Lass mich in Ruh
- Diverse auf Profolk – local heroes
- Diverse auf Tempel-Folkfest 2001